# Tombe du Guerrier
La tombe du Guerrier (de l'italien tomba del Guerriero) est l'une des tombes étrusques peintes  de la nécropole de Monterozzi, proche de la ville de Tarquinia. 

## Description
La tombe a été découverte en 1961  et daterait de la fin du Ve siècle av. J.-C. 
Elle est constituée d'une unique chambre quadrangulaire à toit à double penchant dite a camera.
Son nom provient de la représentation d'une scène montrant un musicien accompagnant la danse d'un guerrier.
Les scènes à fresque sur le fronton de la paroi du fond montrent une lutte entre deux coqs à côté de deux panthères.
La scène principale concerne deux couples allongés sur des klinai, avec des musiciens et des serveurs.
Sur les parois latérales on note des scènes de jeux funéraires avec un discobole, un lanceur de javelot, deux pugilistes, un joueur de flûte accompagnant la danse d'un guerrier, ainsi qu'une biche, un jeune acrobate nu, un félin et un jeune cavalier.

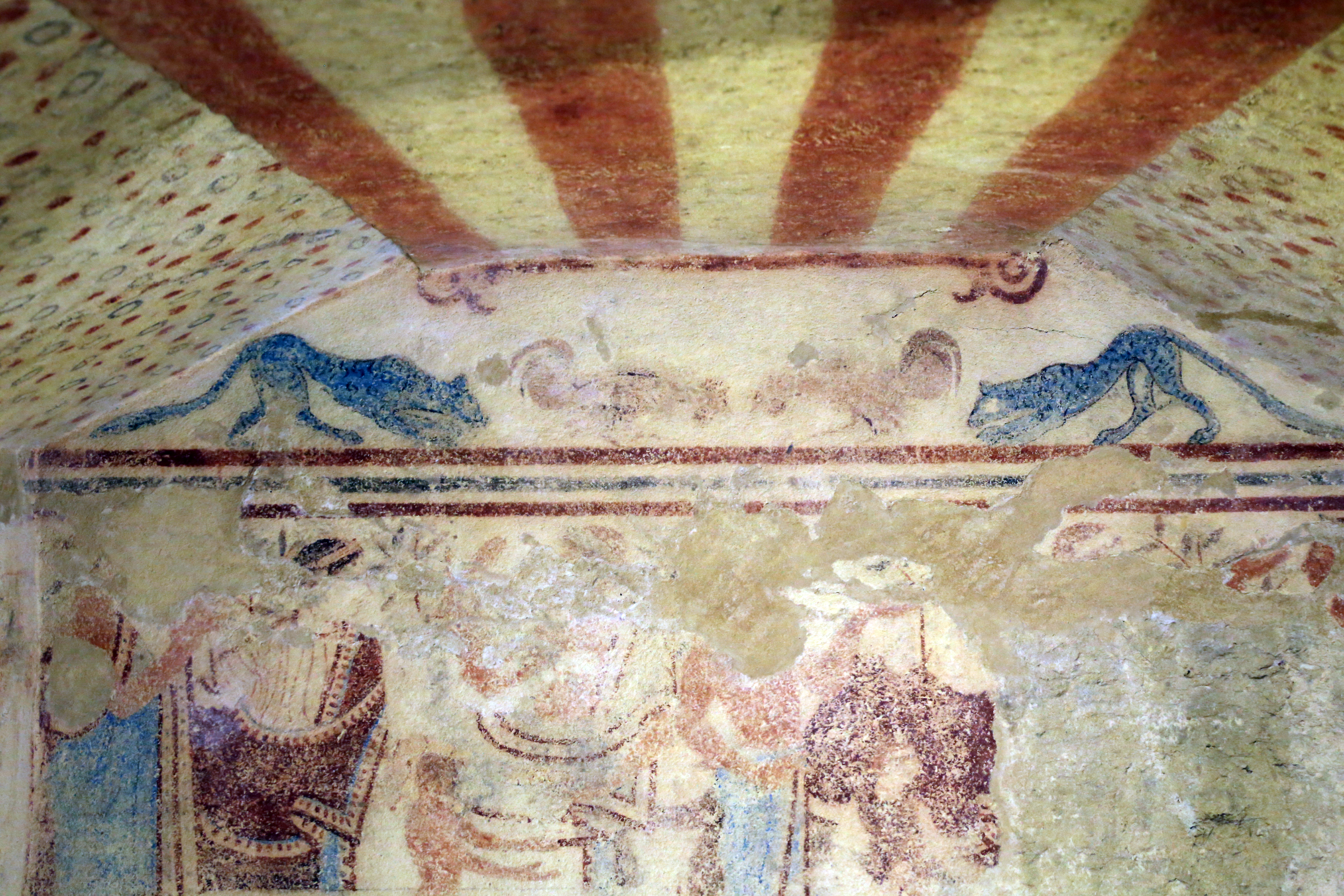
Lutte entre deux coqs à côté de deux panthères
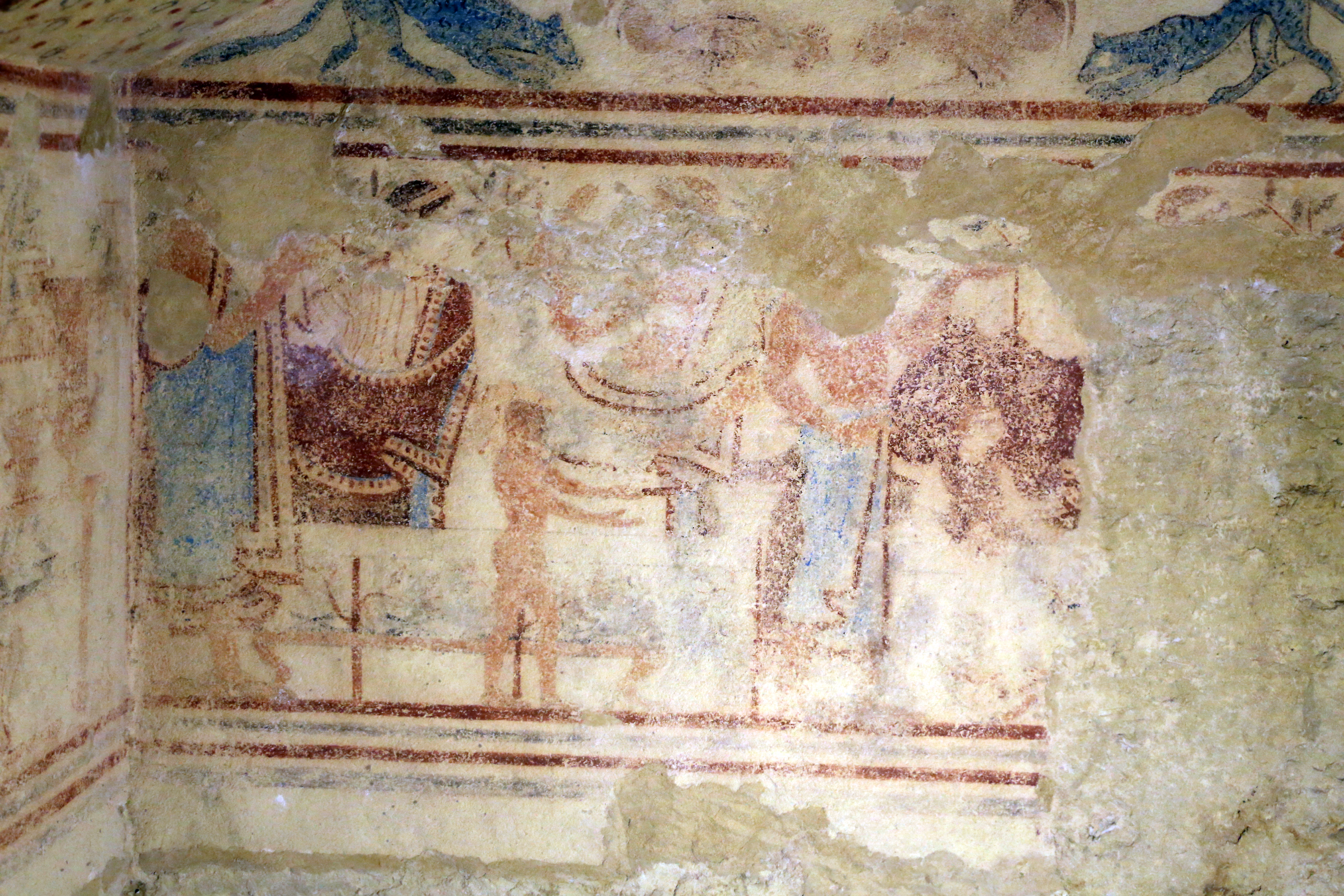
Deux couples allongés sur des klinai, avec musiciens et serveurs.

## Source
x